# Michel-Ange Balikwisha
Michel-Ange Balikwisha (Brussel, 10 mei 2001) is een Belgisch voetballer met Congolese roots die sinds 2021 deel uit maakt van de A-kern van Royal Antwerp FC. Balikwisha speelt als flankaanvaller.

## Carrière
Balikwisha ruilde in 2014 samen met zijn oudere broer William de jeugdopleiding van RSC Anderlecht in voor die van Standard Luik. Op 17 september 2020 maakte hij zijn officiële debuut voor het eerste elftal van Standard tijdens de Europa League-kwalificatiewedstrijd tegen Bala Town FC, waarin hij een basisplaats kreeg van trainer Philippe Montanier. Drie dagen later maakte hij tegen KV Kortrijk ook zijn debuut in de Jupiler Pro League.
in 2021 belandde hij in een storm nadat hij zijn contract bij Standard Luik wilde verbreken met de Wet van '78. Na interesse van Club Brugge, tekende Balikwisha op 4 juli 2021 een contract voor 5 seizoenen bij Royal Antwerp FC.

## Clubstatistieken
| Seizoen | Club             | Land            | Competitie         | Competitie | Competitie | Beker | Beker | Europees | Europees | Supercup | Supercup | Totaal | Totaal |
| Seizoen | Club             | Land            | Competitie         | Wed.       | Dlp.       | Wed.  | Dlp.  | Wed.     | Dlp.     | Wed.     | Dlp.     | Wed.   | Dlp.   |
| ------- | ---------------- | --------------- | ------------------ | ---------- | ---------- | ----- | ----- | -------- | -------- | -------- | -------- | ------ | ------ |
| 2020/21 | Standard Luik    | Vlag van België | Jupiler Pro League | 32         | 9          | 2     | 0     | 6        | 0        | —        | —        | 40     | 9      |
| 2021/22 | Royal Antwerp FC | Vlag van België | Jupiler Pro League | 32         | 4          | 1     | 0     | 5        | 1        | —        | —        | 38     | 5      |
| 2022/23 | Royal Antwerp FC | Vlag van België | Jupiler Pro League | 33         | 7          | 5     | 2     | 4        | 1        | —        | —        | 42     | 10     |
| 2023/24 | Royal Antwerp FC | Vlag van België | Jupiler Pro League | 33         | 7          | 3     | 0     | 7        | 2        | 1        | 1        | 44     | 10     |
| Totaal  | Totaal           | Totaal          | Totaal             | 130        | 27         | 11    | 2     | 22       | 4        | 1        | 1        | 164    | 34     |

## Erelijst
| Eerste klasse A    | 1x | 2022/23 |
| Beker van België   | 1x | 2022/23 |
| Belgische Supercup | 1x | 2023    |

## Familie
Hij is een jongere broer van William Balikwisha die eveneens actief is als profvoetballer bij OH Leuven.